# Das Himmelskleid
Das Himmelskleid (Titel der italienischen Fassung: La veste di cielo) ist eine Oper (Originalbezeichnung: „Legende“) in drei Akten des deutsch-italienischen Komponisten Ermanno Wolf-Ferrari, der auch das Libretto schrieb. Der Inhalt basiert auf dem französischen Märchen Eselshaut von Charles Perrault. Die Oper war 1925 fertiggestellt, wurde aber erst am 21. April 1927 im Nationaltheater München uraufgeführt.

## Handlung
Die Oper handelt von einer jungen Fürstin, die durch Reichtum, Gier und Machtsucht korrumpiert wird. Sie verliert letztlich sowohl ihre Besitztümer als auch die mögliche Liebe eines Prinzen. Ihr Reich verfällt. Erst nach einer langen Wanderung durch die Welt sieht sie ihren Fehler ein und findet die Liebe.

### Vorgeschichte
Der König eines kleinen Landes herrscht in Güte über sein Volk. Als Lohn für seine gute Regierung schenkt ihm ein Bettler einen goldenen Esel, der dem Reich auf ewig Wohlstand sichern soll. Nach dem Tod des Königs geht die Macht auf seine Tochter über. Um die im Reichtum aufgewachsene Fürstin zu prüfen, erzählt ihr der Bettler, dass sie nur dann wahres Glück finden könne, wenn sie die Kleider der Luft, des Mondes und der Sonne besitze. Sie beschließt daraufhin, nur denjenigen Mann zu heiraten, der ihr diese Dinge gebe. Im Lauf der Zeit treffen viele Bewerber ein, die ihr prächtige Kleider schenken, doch sämtlich abgewiesen werden.

### Erster Akt
Im Thronsaal der Fürstin
Links der Thron, rechts der Haupteingang. Hinten führen einige Stufen zu einem zweiten, halbelliptischen Saal hinauf, der rechts und links je drei kleinere Türen weist, und in der Mitte, eine Art Kapelle, zu der wiederum einige Stufen führen. Dieselbe ist zunächst durch einen roten Vorhang geschlossen, auf welchem hieratische Goldstickereien einen Bettler mit strahlendem Haupt darstellen, der einem knienden alten König einen Esel schenkt. Auf beiden Seiten der Kapelle je ein marmornes Becken. Der alte Kanzler, in schlichtem, schwarzem Talar, um den Hals eine Kette mit einem goldenen Schlüssel, ist allein im vorderen Saal und betrachtet Handschuhe, deren er einen grauseidenen Sack voll hat. Von links hinten erklingt ein silbernes Geläute, wie von vielen Glöckchen, zugleich mit einem hellen Gelächter von Frauenstimmen.
Die Fürsten Korbinian, Gudolin, Fridolin und Pippin wurden ebenso wie alle vorherigen Bewerber von der Fürstin zurückgewiesen und verspottet. Sie verlassen Rache schwörend den Palast. Der Kanzler weist die Fürstin darauf hin, dass sie bereits 32 Bewerber verschmäht habe, die nun mit Krieg drohen. Er teilt ihr mit, dass sich auch der junge Sohn des Kaisers vom großen Nachbarland auf dem Weg zu ihr befinde. Da das Volk inzwischen aufbegehre, solle sie diesen nicht ebenfalls ablehnen. Die Fürstin erklärt sich bereit, ihn zu empfangen, will aber zuvor ihre prächtigsten Gewänder anziehen, um sich für ihn schön zu machen. Solange müsse der Prinz im Garten warten. Pagen und Pagenmädchen erscheinen, um die Fürstin anzukleiden. Diese erinnert sich an die Worte des Bettlers. In Gedanken stellt sie sich vor, nur noch „kleine Dinge“ zu besitzen. Sie lässt den Prinzen hereinrufen. Die Pagenmädchen geleiten sie zum Thron, und der Prinz tritt mit dem Kanzler und seinem eigenen Gefolge ein. Wider Erwarten überreicht er der Fürstin jedoch kein Gewand, sondern eine Wunderblume, die nur alle hundert Jahre blüht. Die Fürstin dankt ihm und schickt alle anderen hinaus. Allein mit dem Prinzen, gesteht sie ihm ihre Zuneigung. Doch als er erklärt, dass er ihre Bedingung gar nicht ernst genommen hatte, wird sie wütend. Um sie zu beschwichtigen, verspricht ihr der Prinz, die verlangten Kleider zu beschaffen, sollte es ihn auch das Leben kosten. Er ergänzt, dass es noch eine weitere Blume gebe, die nur alle hundert Jahre blühe: die Frauenseele. Daraufhin wirft ihm die Fürstin zornig seine Blume vor die Füße. Der Prinz verabschiedet sich und geht. Die Fürstin bleibt verzweifelt zurück. Sie gibt dem goldenen Esel die Schuld an ihrem Unglück und zerstört sein Standbild. Aus dem Sockel steigt wie eine Geistererscheinung der Bettler. Er wirft der Fürstin die Eselshaut zu und versinkt im Boden. Damit ist der Zauber zerstört. Das Volk dringt ein und vertreibt die Fürstin aus ihrem Reich. Gehüllt in die Eselshaut flieht sie „über die Trümmer der Kapelle ins Land hinaus und verliert sich in die Dunkelheit“.

### Zweiter Akt
Bei den Winden
Vorne der zackigen Rücken eines Felsens. Dicht dahinter, das ganze Bühnenbild füllend, eine senkrechte Felswand mit einem engen Spalt in der Mitte, dessen Tiefe sich ins Unergründliche verliert. Dunkelheit. Der Prinz, in langem, blauen Gewande, eine Harfe in der Hand, kommt von links über den Felsrücken und bleibt, in der Mitte, vor dem Spalt, stehen.
Der Prinz schaut horchend in den Abgrund und wirft einen Stein hinein. Die Winde versuchen empört, ihn zu vertreiben. Doch der Prinz bleibt hartnäckig. Er verlangt, dass ihn die Winde in die drei oberen Reiche der Luft, des Mondes und der Sonne tragen. Als er erklärt, dass er von der Liebe geführt werde, teilen ihm die Winde mit, dass er dem Geier an der Pforte ein Stück seines Herzens überlassen müsse, wenn er zu ihnen gelangen wolle. Der Prinz schreitet unerschrocken in den Felsspalt und verschwindet darin. Nebel und Wolken verdichten sich zu einem düsteren Sturm. Als es wieder aufklart, sieht man den Prinzen wie von den Winden getragen über die Wolken schweben.
Im Luftreich
Unten eine Schicht weißer Wolken, dahinter klarer blauer Himmel. Wachendes Morgenlicht.
Mehrere Gruppen von Luftgeistern singen sich Vokalisen zu. Es sind „leicht beschwingte Wesen in wehenden hellen Schleiern und mit offenem Haar“, die in „lustigem Fangspiel“ hereinspringen. Als plötzlich der Prinz unter ihnen auftaucht, erschrecken sich die Geister und wollen fliehen. Der Prinz kann sie jedoch mit seinem Gesang zur Harfe beruhigen und fragt sie nach dem gesuchten Wunderkleid. Erstaunt über seine Unwissenheit, beschließen die Geister, sich über ihn lustig zu machen. Sie streiten scherzhaft um den Ring, den er ihnen als Gegenleistung gibt, und lassen ihn scheinbar in die Wolken fallen. Das Gleiche tun sie mit seiner Kette. Verzweifelt greift der Prinz wieder zur Harfe, um sein Heil im Gesang zu suchen. Einer der Luftgeister entreißt ihm diese und erklärt ihm, dass er sich bloß umzuschauen brauche, denn in Wirklichkeit suche er die Luft selbst. Die könne er hier überall umsonst und in allen Farben bekommen. Der Prinz zieht wütend fort, um wenigstens die beiden anderen Kleider zu finden.
Beim Mondhof
Unten, im Halbkreis, dunstige Wolken. Mitten im Hintergrunde eine breite, diamantene, matt durchleuchtete Treppe, deren Ende man nicht sieht. Rechts und links von der Treppe Sternenhimmel. Mattes Mondlicht. Auf der Treppe und sonst überall zerstreut, liegen, mit halb geschlossenen Augen, wohllüstig träge, in perlfarbigen Schleiern gehüllt, die Mondmädchen. Andere führen einen langsamen, verträumten Tanz auf.
Mondmädchen besingen die Träume der schlafenden Menschen auf der Erde. Gleichzeitig sehnen sie sich nach der Liebe der Sterblichen. Als der Prinz in ihrem Reich eintrifft, sind sie verwundert, dass er nicht träumt und einen langen Schatten wirft. Sie melden seine Ankunft sofort der Mondfee. Diese, „in diamantbesetztem Schleierkleide, ein Diadem in Mondsichelform im Haar,“ erscheint, wie traumwandelnd, auf zwei Mondmädchen gestützt, oben auf der Treppe. Nachdem sie sich vergewissert hat, dass der Prinz wirklich echt ist, lässt sie ihn vortreten. Er grüßt sie mit freundlichen Komplimenten. Die Mondfee, die sich schon lange einsam fühlt, will ihn für sich gewinnen und verspricht ihm die Erfüllung seiner Liebeswünsche. Als sie jedoch erfährt, dass er lediglich das aus Mondesstrahlen gesponnene Kleid sucht und dieses auch noch einer von ihm geliebten Sterblichen geben will, lässt sie ihn von ihren Gespielinnen festnehmen: „Wer mir Liebe nicht zollt, den treffe Wahnsinn!“ Zu dem „Mondzauber“, der ihn bezirzen soll, erklingen himmlische Gesänge. Die Treppe erglänzt. Märchenhaft geschmückte Mondmädchen steigen herab. Andere pflügen Blumen aus den Wolken. Der Prinz wehrt sich zunächst heftig, gibt aber bald auf. Die Bühne wird von silberglänzenden Spinnennetzen eingeschlossen. Doch gerade als sich die Mondfee seiner sicher wähnt, entreißt sich ihr der Prinz und flieht. Seine wahre Liebe ist stärker als der Zauber. Dennoch konnte er auch das zweite Kleid nicht gewinnen.
Nahe der Sonne
Vorne Wolken, goldumrändert, dahinter, von rechts nach links aufsteigend, eine goldene Treppe. Tiefblauer Himmel. Von links oben, aus einem Lichtquell, den man nicht sieht, fluten golden blendende Strahlen herab. Der Prinz liegt erschöpft, wie vom Lichte geblendet, rechts vorne unten.
In goldene Gewänder gekleidete Sonnenkinder steigen die Treppe herab und begrüßen den Prinzen, dem sie die Sonnenkrone verheißen. Er schöpft bereits Hoffnung, wenigstens hier erfolgreich sein zu können. Doch als die Sonnenkinder erkennen, dass der Prinz ein lebendiger Mensch ist, erklären sie ihm, dass das Kleid, das sie ihm gerne geben würden, auf der Erde sofort zerrinnen würde. Er sinkt wie vernichtet zu Boden. Die Sonnenkinder umringen ihn tröstend und verheißen ihm, dass seine Geliebte schon bald alle drei Kleider, „so gut es dorten möglich ist, in einem schon besitzen“ werde. Sie werde es durch die Not, in der sie sich gerade befinde, erhalten. So erfährt der Prinz von der Verbannung der Fürstin, die nur in eine Eselshaut gehüllt von Ort zu Ort flieht. Der Prinz eilt sofort los, um sie zu beschützen. Als ihm die Sonnenkinder nachrufen, dass er dies nicht könne, widerspricht ihnen eine Stimme aus dem Lichtquell: „Es geschieht ihm nichts.“ Die Sonnenkinder knien ehrfürchtig nieder.

### Dritter Akt
Im Wald
Eine Lichtung im Walde, durch eine Baumgruppe so geteilt, dass die rechte Seite die größere ist. Der Wald, im Hintergrunde, steigt in die Höhe und lässt nur ein wenig Himmel, rechts, frei. Nacht.
Der Prinz sucht nach seiner Geliebten. Gerade glaubte er, sie gefunden zu haben, doch hielt sie ihn für einen ihrer Verfolger und floh. Er wirft sich traurig ins Gras und schläft ein. Da erscheint auf der rechten Seite die Fürstin in ihrer Eselshaut. Sie ist verzweifelt und sucht nur noch ein stilles Fleckchen, an dem sie ihr Leben ohne die Gegenwart anderer Menschen beenden kann. Sie träumt von ihrer Hochzeit als Prinzessin mit dem Wald als prächtigem Saal – doch der Bräutigam ist der Tod. Sie wirft die Eselshaut von sich, ist nun also nackt. Der mittlerweile erwachte Prinz lauscht eine Weile und erblickt schließlich die Fürstin. Doch als er auf sie zueilen will, hält ihn der Bettler, der unbemerkt im Gestrüpp lag, mit den Worten zurück, dass die Fürstin sonst wieder fortlaufen würde. Der Bettler zieht eine Schalmei hervor, deren Klang die Fürstin in Schlaf versetzt. Der Prinz beugt sich über sie, um ihr von seiner vergeblichen Suche nach den Wunderkleidern zu erzählen. Im Dämmerschlaf entgegnet die Fürstin, dass man diese Kleider schon bei der Geburt erhalte, sie aber meist erst im Tode erkenne. Jetzt weiß sie: „Ich hab’ sie an. Luft, Mond und Sonne… Mein Himmelskleid.“ Sie gesteht dem Prinzen, dass sie ihn von Anfang an geliebt habe. Die beiden küssen sich. Der Morgen bricht an. Von Königsschloss, das rechts über dem Wald sichtbar wird, erschallen Hörner. Die nun erwachende Fürstin erschreckt kurz, als sie den Prinzen bemerkt. Er beruhigt sie, hüllt sie in seinen Mantel und führt sie als Königin in seine Heimat. Der Bettler steht auf, nimmt die Eselshaut an sich und schaut den beiden lächelnd nach. Dann wendet er sich ans Publikum: „Die Geschichte ist nun aus. Genau so wollte ich’s haben.“

## Gestaltung
In der sich auf die traditionelle deutsche Märchenoper beziehenden „Legende“ Das Himmelskleid setzte sich Wolf-Ferrari mit der „verrückten Zeit“ Mitte der 20er Jahre auseinander. Obwohl es sich um eine ernste Oper handelt, enthält sie auch einige humoristische Stellen wie beispielsweise die Klagen der königlichen Berater über das Verhalten der Fürstin im ersten Akt.
Ulrich Schreiber fand vor allem die Instrumentalstücke der im neoromantischen Stil komponierten Oper reizvoll: den Aufzug der Pagenmädchen im ersten Akt sowie das E-Dur-Vorspiel, die Verwandlungsmusik und den Tanz der Sonnenkinder im zweiten.

### Orchester
Die Orchesterbesetzung der Oper enthält die folgenden Instrumente:
- Holzbläser: zwei Flöten (auch Piccolo), zwei Oboen, Englischhorn, zwei Klarinetten, Bassklarinette, zwei Fagotte, Kontrafagott
- Blechbläser: vier Hörner, drei Trompeten, drei Posaunen, Tuba
- Pauken, Schlagzeug
- Harfe
- Celesta, Klavier, Orgel
- Streicher
- Bühnenmusik: sechs Hörner, sechs Trompeten, drei Posaunen, Schlagzeug (einschließlich Donnerblech und Windmaschine)

## Werkgeschichte
Das Himmelskleid nach Charles Perraults Märchen Eselshaut zählt zu den wenigen ernsten Opern des Komponisten Ermanno Wolf-Ferrari, der vorwiegend mit seinen komischen Opern bekannt wurde. Er schrieb sowohl die deutsche als auch die italienische Textfassung selbst. Die Komposition vollendete er im Jahr 1925. Da es aber starke Bedenken bezüglich der Bühnentauglichkeit gab, fand sich zunächst kein Theater, das die Oper aufführen wollte. Wolf-Ferrari selbst bemerkte später, dass die Handlung „eine rein innerliche“ und damit „schwer äußerlich darzustellen“ sei. Daher wandte er sich schnell seiner nächsten Oper Sly ovvero La leggenda del dormiente risvegliato zu.
Bereits 1925 bat er den Verleger Josef Weinberger, die Öffentlichkeit frühzeitig auf das Werk vorzubereiten, da es anders als seine früheren sei. Am 14. Januar 1927, nachdem der Vertrag für die Uraufführung unterschrieben war, schrieb er an Clemens von Franckenstein, den Intendanten des Bayerischen Staatstheaters, dass ihm viel daran liege, dass Hans Knappertsbusch das Werk dirigiere, Regisseur und Ausstatter frühzeitig Textbuch und Klavierauszug kennenlernen und die Besetzung der beiden Hauptrollen schnell entschieden werde. Der Prinz solle „eine schöne jugendliche, eher helle aber edle Stimme haben, und schlank und vornehm aussehen.“ Die Fürstin, „ebenfalls hell und jugendlich, muß mehr Nerven haben wie er, und eine Figur haben, die man eventuell auch ohne Kleider mit reiner Freude sehen könnte.“ Ihre Nacktheit (u. a. ein Symbol ihrer Armut) brauche allerdings nur angedeutet zu werden, da die Szene nicht „schwül oder pikant wirken, sondern rein und menschlich rührend“ sein solle.:26
Zur Uraufführung kam es schließlich am 21. April 1927 im Nationaltheater München unter der Leitung von Hans Knappertsbusch. Die Inszenierung stammte von Max Hofmüller. Leo Pasetti entwarf die Dekorationen und Kostüme. Es sangen unter anderem Elisabeth Feuge (Fürstin), Fritz Krauss (Prinz), Carl Seydel (Kanzler), Robert Hager (Korbinian), August Kleffner (Gudolin), Oswald Brückner (Fridolin), Erich Zimmermann (Pippin), Luise Willer (Mondfee) und Hans Hermann Nissen (Bettler) sowie die Sopranistinnen Anni Frind und Fritzi Jokl. Die Kritik war geteilter Meinung über das Werk. Die Rede war von „allzu philosophisch-ästhetische[r] Ideenfracht“, die Oper war zu lang, und man vermisste einen dramatischen Spannungsbogen. Die Musik dagegen wurde einhellig gelobt, insbesondere der Erfindungsreichtum des Komponisten, seine Instrumentationskunst und die „Sensibilität seines Klang- und Farbempfindens“. Das Publikum reagierte allerdings äußerst verhalten, so dass Wolf-Ferrari resignierend meinte: „Ich bin scheinbar verurteilt, immer wieder komische Opern zu schreiben, weil man mich dazu festgenagelt hat.“
Trotz des Misserfolgs zog Wolf-Ferrari das Himmelskleid seinen anderen Opern vor. So schrieb er am 20. Januar 1928 an Clemens von Franckenstein: „Die Musik vom Himmelskleid ist mir die liebere – auch der Text. Aber die anderen – verstehen Sly in jeder Hinsicht besser. Theater!!!“ Am 21. Februar 1939 schrieb er Rudolf Krasselt, dass er auch eine rein konzertante Aufführung der Oper begrüßen würde, die sein bis jetzt „größtes und tiefstes Werk“ sei und es verdiene, erneut gehört zu werden. In dieser Form würde sie vielleicht sogar „die größte Wirkung ausüben“. Auch bei einer Radioübertragung würde „die Phantasie als Mitschafferin“ wirken. Doch solle nicht der Eindruck entstehen, er selbst „wolle keine Theateraufführung haben“. Diese sei möglich, wenn man „die Inszenierung so wagt, wie sie gedacht ist“ und wenn man dem Publikum das Stück ordentlich erkläre.:29
Erst am 6. Mai 1995 wurde das Werk im Theater Hagen unter der musikalischen Leitung von Gerhard Markson wieder gespielt und von Publikum und Kritik positiv aufgenommen. Die Regisseurin war Anette Leistenschneider. Das Bühnenbild stammte von Gerd Friedrich, die Kostüme von Susanne Ehrhardt-Ceesay und die Choreographie von Johann Jordaan. Auf Basis dieser Produktion wurde anschließend auch eine CD herausgegeben.

## Aufnahmen
- 22.–26. Januar 1996 – Gerhard Markson (Dirigent), Orchester und Chor der Oper Hagen.
 Angelina Ruzzafante (Fürstin), Sibrand Basa (Prinz), Reinhard Leisenheimer (Kanzler), Stefan Adam (Korbinian), Sergio Gomez (Gudolin und Bettler), Peer-Martin Sturm (Fridolin), Michael Kurz (Pippin), Anna Maria Dur (Mondfee).
 Studio-Aufnahme aus der Stadthalle Hagen.
 Marco Polo 8.223261-63 (3 CDs).[9]